# Суточка
Суточка — речка в Могилёвской области, правый приток Вихры. Длина 14 километров. Площадь водосбора 58 км².
Начинается возле опустевшей деревни Детковичи Мстиславского района. Далее течёт в общем направлении на север мимо деревень Курковщина, Коровский, Сутоки, Будогощь, Рогайловщина. Впадает в Вихру чуть ниже деревни Кондратовск. Пересекается автодорогами Мстиславль-Горки и Мстиславль-Могилёв.
В Суточку впадает несколько безымянных ручьёв.